# لمور موشی بزرگ
 لمور موشی بزرگ (نام علمی: Mirza) نام یک سرده از تیره لمورهای کوتوله است.